# Offerdalsskiffer

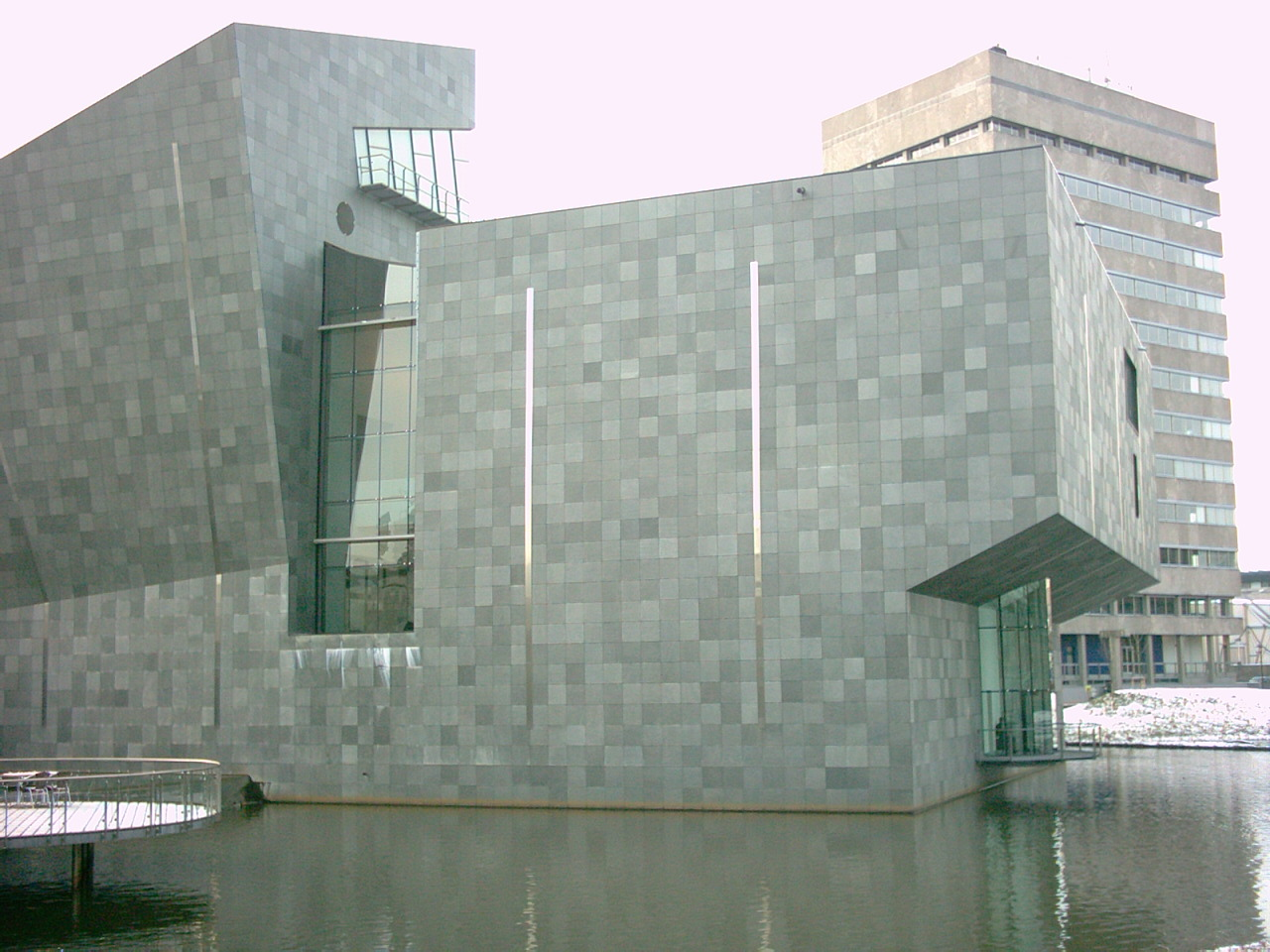
Fasaden till van Abbemuseums tillbyggnad, Eindhoven i Nederländerna.

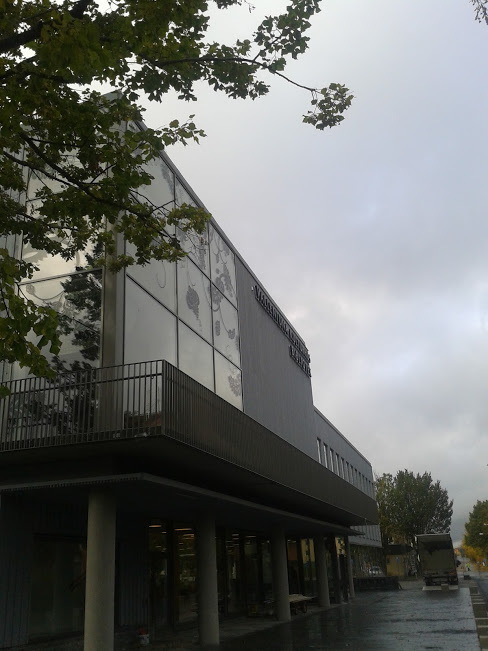
Vallentuna kulturhus.

Offerdalsskiffer, eller finnsäterskiffer, är en  hård kvartsitskiffer, med kvarts, fältspat samt glimmer som huvudmineral. Den är blyertsgrå och förekommer i Jämtland i Offerdalsskollan. Skifferförekomsten sträcker sig i nord-sydlig riktning och täcker in bland annat Finnsäter, Landösjön och Lien.

## Beskrivning
Offerdalsskiffern är en metamorf, alltså omvandlad och tektoniskt deformerad bergart. För omkring 650 miljoner år sedan avsattes det sedimentära ursprungsmaterialet till Offerdalsskollan i en kontinental sänka. Under bildandet av den Kaledoniska bergskedjan förflyttades, deformerades och omvandlades sedimenten. Transportsträckan från det sedimentära avsättningsområdet (ursprungsområdet) till Offerdalsskollans nuvarande läge på urberget beräknas till mer än 100 kilometer. 
Den har en lätt vågformad yta både naturligt och efter klyvning. Stenen används som ytmaterial på fasader, golv och i trappor, men är också vanlig som gravvård.
Brytningen har tidigare skett i Lien  och väster om Anvågen. Den sker sedan 1949 av Skifferbolaget AB, numera ett dotterbolag till norska Minera Skifer, vid Finnsäter norr om Rönnöfors i Offerdals socken i Krokoms kommun.

## Byggnadsverk
- Taket till Rönnöfors kyrka, 1954
- Van Abbemuseum i Eindhoven i Nederländerna, 2003
- Copperhill Mountain Lodge i Åre
- Vallentuna kulturhus
- Djurgårdsbrons Sjökafé i Stockholm
- Älvsjö torg i Stockholm
- Stortorget i Östersund, 2010